# Crotalaria lepidissima
Crotalaria lepidissima är en ärtväxtart som beskrevs av Baker f.. Crotalaria lepidissima ingår i släktet sunnhampor, och familjen ärtväxter. Inga underarter finns listade i Catalogue of Life.